# 창세기의 족보
창세기의 족보(Genealogies of Genesis)는 창세기의 구조를 형성하는 틀을 제공한다. 아담을 시작으로 창세기 4, 5, 10, 11, 22, 25, 29-30, 35-36, 그리고 46장의 족보는 창조에서 시작하여 이스라엘 민족의 시작까지 이야기를 전개한다.
창세기에서 아담의 혈통은 두 갈래로 나뉜다. 4장은 카인의 후손을, 5장은 셋 (성경 인물)의 후손을 기록하며, 이후 장들에서 계속된다. 10장은 노아의 후손들이 지구에 거주하게 된 과정을 기록한 노아의 세대(열국계라고도 함)를 제시하는데, 엄밀히 말하면 족보가 아니라 민족지이다.
창세기 5장과 11장에는 각 족장이 자손에게 이름을 지어준 나이와 그 이후 그가 살았던 연수가 포함되어 있다. 본문에 제시된 연대는 대부분 길지만, 다른 저작들(예: 수메르 왕명표)에 제시된 연대와 비교하면 짧다고 볼 수 있다.
이 연대들은 숫자 5와 7을 둘러싼 패턴을 포함하고 있는데, 예를 들어 에녹의 365년 수명(태양력 1년의 전체 달력 일수와 동일)과 라멕 (노아의 아버지)의 777년 수명(숫자 7의 반복적 강조)이 있다. 전반적으로 이 연대들은 명확한 수학적 패턴을 보여주며, 일부 사람들은 숫자 상징이 이 연대들을 구성하는 데 사용되었다고 결론짓기도 한다. 그럼에도 불구하고 창세기 5장과 11장은 각 족장의 후손이 태어났을 당시의 나이를 알려주므로, 비록 후손이 항상 1세대 아들은 아니더라도 아담부터 아브라함까지의 빈틈없는 연대기를 보여주는 것처럼 보인다.

## 같이 보기
- 예수의 계보